# تفجير بغداد المزدوج 2016
في يوم السبت 31 ديسمبر 2016 قام تنظيم الدولة الإسلامية بتفجير مزدوج استهدف سوقا تجارية في منطقة السنك وسط مدينة بغداد وأسفر التفجير عن مقتل 28 شخصا على الأقل إصابه 54 آخرون.

## الحادث
نقلت وكالة «رويترز» عن مسؤول في وزارة الداخلية إن أول التفجيرين نفذه انتحاري، بينما نجم الثاني عن انفجار عبوة ناسفة وذكرت الشرطة أن الهجوم استهدف منطقة تجارية مكتظة، خصوصا في أيام العطلة، قرب متاجر لبيع قطع غيار السيارات وأشار شهود عيان إلى أن التفجيرين دويا بالتعاقب، فبعد التفجير الأول وتجمع الناس لمساعدة المصابين هز المنطقة تفجير ثان أدى إلى ارتفاع حصيلة الضحايا.

## ردود الفعل

### المحلية
- أدان رئيس الجمهورية فؤاد معصوم، التفجير المزدوج الذي استهدف السوق الشعبي بمنطقة السنك وسط بغداد، ووجه السلطات الأمنية إلى اتخاذ إجراءات عاجلة وحازمة للقضاء التام على الخلايا الارهابية.[2]

### الدولية
- الإمارات العربية المتحدة: دانت دولة الإمارات بشدة التفجير المزدوج الذي أسفر عن سقوط عشرات القتلى والجرحى في سوق في العاصمة العراقية بغداد.[3]
- قطر: أعربت دولة قطر عن إدانتها للتفجير المزدوج الذي وقع في سوقٍ بالعاصمة العراقية بغداد، وأسفر عن سقوط عدد من القتلى والجرحى.[4]
- السعودية: عبر مصدر مسؤول بوزارة الخارجية عن إدانة المملكة العربية السعودية واستنكارها الشديدين للتفجير المزدوج الذي وقع في سوق بالعاصمة العراقية بغداد، وأسفر عن سقوط عدد من القتلى والجرحى.[5]

## مقالات ذات صلة
- قائمة الهجمات الإرهابية خلال 2017